# Niemelaea
Niemelaea Zmitr., Ezhov & Khimich – rodzaj grzybów z rodziny ząbkowcowatych (Steccherinaceae).

## Charakterystyka
Grzyby kortycjoidalne o owocniku rocznym, rozpostartym. Hymenofor rurkowaty. System strzępkowy monomityczny, strzępki z dużymi, pierścieniowymi sprzążkami, równolegle rozgałęzione, szkliste, w subikulum luźno ułożone, zasadniczo nieamyloidalne, ale po podgrzaniu amyloidalne. Cystyd brak. Podstawki maczugowate, na środku słabo zwężone z 4 sterygmami i dużą sprzążką bazalną. Bazydiospory szeroko elipsoidalne, jednorodnie załamujące światło, o wyraźnych, gładkich i twardych ścianach, nieamyloidalne, niecyjanofilne. Grzyby nadrzewne, saprotrofy, powodujące białą zgniliznę drewna.
Zmitrovich i inni w 2015 r. do rodzaju Niemelaea włączyli Ceriporiopsis consobrina (Bres.) Ryvarden i Fibuloporia cremea Parmasto. Ściany strzępek w Niemelaea są trochę pogrubione.

## Systematyka i nazewnictwo
Pozycja w klasyfikacji według Index FungorumSteccherinaceae, Polyporales, Incertae sedis, Agaricomycetes, Agaricomycotina, Basidiomycota, Fungi.
Gatunki
- Niemelaea balaenae (Niemelä) V. Papp 2016
- Niemelaea consobrina (Bres.) Zmitr., Ezhov & Khimich 2015
- Niemelaea cremea (Parmasto) Zmitr., Ezhov & Khimich 2015

Wykaz gatunków i nazwy naukowe na podstawie Index Fungorum.